# 項梁
項 梁（こう りょう、拼音：Xiàng Liáng、？ - 紀元前208年）は、中国秦代末期の武将・反乱指導者。陳勝・呉広の乱を引き継ぎ、秦に対する反乱を指揮したが、秦の章邯将軍に敗死した。項羽の叔父、楚の大将軍項燕の末子、項伯の兄弟。自ら武信君と称した。項羽を養育したことでも知られる。 

## 生涯
下相（現在の江蘇省宿遷市宿城区）の人。項梁自身は櫟陽に住んでおり、ある罪に連座して秦に捕らえられたが、蘄県の獄掾をしていた曹咎に頼んで、櫟陽の獄掾でである司馬欣に手紙を送ってもらい、事なきを得た。のちに人を殺害して仇持ちとなったため、復讐を逃れて甥の項羽と共に江南地方の呉に逃れた。項梁はこの地の人々の信望を集めて、秦の賦役に対する人夫の割り当てや葬式を取り仕切るなど、顔役となった。またそれと同時に、後日を期してひそかに人材の見極めも行っていた。
二世元年（紀元前209年）9月、始皇帝が死に、陳勝らが挙兵して秦の支配体制が動揺すると、会稽郡守の殷通は項梁を呼び出した。殷通は、「先んずれば人を制すと言う。私も秦に対して反乱を起こすことに決めた」と言って、桓楚という有力者を探し出し、共に自分の旗下の将軍になる事を項梁に要請した。項梁は殷通に「桓楚の居場所は甥の項羽しか知らない」と言って項羽を郡庁舎に来させた。殷通の前に出た項羽は殷通を斬殺し、項梁は郡守の印を奪って自ら会稽郡守となった。なお、桓楚はこの挙兵後に項梁の配下に加わっている。
項梁は、前から知っていた主な役人を召して、大事を起こすことを伝えて、呉の地から兵を挙げて、8,000人の精鋭を得た。その上で、呉にいた豪傑を校尉・候・司馬に任じる。役に任じられない者が不満に思い申し出たが、「あなたは葬儀の時に与えた役割を果たせなかったため」と説明すると、皆、項梁に屈服した。項梁は会稽郡守を名乗り、項羽を裨將（副将）に任命し、諸県を従えた。
二世二年（紀元前208年）12月、陳勝が秦の章邯に敗北し、逃げる途中で部下の荘賈に殺害される。
同年端月、広陵にいた召平 は呉に来て、陳勝の使いだと偽り、項梁を楚の上柱国に任命し、出兵を促した。項梁はこれを受け、8000の精兵を率いて出発した。
同年2月、途中の東陽県で陳嬰を加え、英布・蒲将軍などの軍を合わせて大軍となった項梁は、楚王を名乗っていた 景駒（楚の公族）とその腹心秦嘉と甯君を、彭城の東に攻めて敗走させる。
同年4月、追撃して胡陵で秦嘉を討ち取り、軍隊を降伏させた。景駒も梁（魏）の地で死んだ。この時、兵力は十数万人にもなった。
項梁は胡陵に陣取り、栗県に進軍してきた秦軍を率いる章邯に対し、朱鶏石と余樊君を向けて戦ったが、余樊君は戦死し、朱鶏石は胡陵に敗走した。薛に進み、沛で挙兵していた劉邦も項梁に会いに来た。そこで、五大夫将を10人と兵士5,000人を増やして与える。劉邦は引き返し、豊を攻めた。襄城に向けた項羽は、落城させて戻ってきた。項梁は陳勝が殺されたことを知り、各地の武将と薛において会合し、今後を相談した。劉邦も薛に集まってきた。
同年6月、反秦軍の領袖となった項梁は、居巣からやってきた范増の献言を入れて、楚の民の望むところに従い、旧楚の懐王の孫（玄孫とも）で羊飼いに身を落としていた心という人物を連れて来ると、祖父と同じ名前の懐王（後の義帝）として楚の王に擁立し、陳嬰を楚の上柱国に任じ、盱台を首都とした。項梁は武信君と名乗った。亢父に秦軍を攻める。
同年7月、斉国の田栄に、司馬の龍且を援軍に送り、東阿を攻めていた秦軍を大いに打ち破った。しかし、田栄は斉王の田假を追い出し、田巿を王とし、田假は楚に亡命する。項梁は、秦軍を追撃し、斉軍とともに西に向かうことを願うが、田栄は「田假を殺すことが出兵の条件である」と答える。項梁が田假を殺すことを拒否したため、斉は援軍を送ることに同意しなかった。項梁は、兵を分けて、項羽と劉邦に城陽を攻めさせ、落城させる。二人は西進して、濮陽の東で秦軍を破る。秦軍が濮陽に兵をいれたため、二人は定陶を攻める。
同年8月、二人は定陶を落城させないままにして、西進して雍丘で秦を大いに破り、三川郡守の李由（秦の丞相李斯の長男）を討ち取る。二人は引き返して、外黄を攻めた。
項梁は外黄が落ちないうちに、東阿から定陶に向かい、秦軍を破る。項梁は秦を軽くみて、慢心するようになった。宋義に慢心を諌められたが、聞き入れなかった。宋義は項梁の軍から斉への使者として離れる途中で、斉の使者としてやって来た旧友の高陵君顕に出会い、彼が項梁の所に行く途中だと聞くと、項梁は必ず敗れるから行かないほうが安全だと忠告していた。
同年9月、秦は全兵力で章邯を増援しており、項梁は定陶において、枚（ばい）をくわえて夜襲をかけてきた 章邯率いる秦軍に攻められて敗死した。
項羽と劉邦は、陳留を攻めていたが、項梁の戦死を聞き、兵士が恐れていると判断し、戦いの続行を断念して、呂臣の軍とともに、東に引き返した。章邯は、名将の項梁を討ち取り、楚国は恐れるにもはや足りないと判断し、趙国を攻めた。